# ماچی دریگاس
ماچی دریگاس (لهستانی: Maciej Drygas؛ زادهٔ ۳ آوریل ۱۹۵۶) یک کارگردان فیلم، تهیه‌کننده فیلم و فیلم‌نامه‌نویس اهل لهستان است. وی بین سال‌های ۱۹۹۱ تا ۲۰۱۲ میلادی فعالیت می‌کرد.
او دانش‌آموختهٔ مؤسسه سینمایی گراسیموف و مدتی دستیار کریشتوف کیشلوفسکی و کشیشتف زانوسی بود.
وی هم‌اکنون مدیر  بخش نمایش‌نامه‌های رادیویی لابراتوار رپرتاژ در دانشگاه ورشو و استاد مدرسه ملی فیلم ووچ است.